# Liste de chronologies par périodes
Cette liste recense les articles de chronologies par période, selon un classement lui-même chronologique.

## Préhistoire

### Périodes
- Aube de l'humanité

#### Paléolithique inférieur
- 4000e à 3001e millénaires AP (avant le présent)
- 3000e à 2501e millénaires AP
- 2500e à 2001e millénaires AP
- 2000e à 1501e millénaires AP
- 1500e à 1001e millénaires AP
- 1000e à 701e millénaires AP
- 700e à 501e millénaires AP
- 500e à 401e millénaires AP
- 400e à 301e millénaires AP

#### Paléolithique moyen
- 300e à 201e millénaires AP
- 200e à 101e millénaires AP
- 100e à 71e millénaires AP
- 70e à 51e millénaires AP
- 50e à 41e millénaires AP

#### Paléolithique supérieur
- 40e à 36e millénaires AP
- 35e à 31e millénaires AP
- 30e à 26e millénaires AP
- 25e à 21e millénaires AP
- 20e à 18e millénaires AP
- 17e à 15e millénaires AP

#### Épipaléolithique
- XIIe millénaire av. J.-C.
- XIe millénaire av. J.-C.

#### Mésolithique
- Xe millénaire av. J.-C.
- IXe millénaire av. J.-C.
- VIIIe millénaire av. J.-C.
- VIIe millénaire av. J.-C.

#### Néolithique
- VIe millénaire av. J.-C.
- Ve millénaire av. J.-C.
- IVe millénaire av. J.-C.
- IIIe millénaire av. J.-C.

#### Âge du bronze
- IIe millénaire av. J.-C.

#### Âge du fer
- Ier millénaire av. J.-C.

### Pays

#### Europe
- Europe au Ier millénaire av. J.-C.

#### France
- Chronologie de la France à la Préhistoire
- Chronologie de la Gaule

## Antiquité

### Millénaires
- IIIe millénaire av. J.-C.
- IIe millénaire av. J.-C.
- Ier millénaire av. J.-C.

### Civilisations
- Chronologie détaillée des pharaons de l'Égypte antique
- Chronologies comparées des dynasties égyptiennes
- Chronologie de la Grèce antique
- Chronologie des Jeux olympiques antiques
- Chronologie de l'Empire romain d'Occident
- Chronologie du sport dans la Rome antique

## Ère commune
- Ier millénaire
- IIe millénaire
- IIIe millénaire

## Moyen Âge
- Chronologie de l'accroissement du domaine royal français
- Chronologie des sacres des rois de France
- Chronologie de la première croisade

## Renaissance
- Chronologie de la France sous la Renaissance

### XVesiècle
- XVe siècle au théâtre

### XVIesiècle
- Littérature française du XVIe siècle
- XVIe siècle au théâtre

## Époque moderne 1

### XVIIesiècle
- Chronologie de la France sous Henri IV et Louis XIII
- Chronologie de la guerre de Trente Ans
- Chronologie de la France sous Louis XIV
- Littérature française du XVIIe siècle

### XVIIIesiècle
- Chronologie de la France sous la Régence
- Chronologie de la France sous Louis XV
- Chronologie de la France sous Louis XVI
- XVIIIe siècle en aéronautique
- Littérature française du XVIIIe siècle
- XVIIIe siècle en sport

## Époque moderne 2

### XVIIIe–XIXesiècle
- Chronologie de la Révolution française
- Chronologie de la Révolution française et du Premier Empire
- Chronologie de la campagne d'Italie de 1796-1797
- Chronologie napoléonienne

### XIXesiècle
- Chronologie de la France sous le premier Empire
- Chronologie de la France pendant les Cent-Jours
- Chronologie de la France sous la Restauration
- Chronologie de la France sous la monarchie de Juillet
- Chronologie de la France sous le Second Empire
- Liste de batailles du XIXe siècle
- XIXe siècle en aéronautique
- Littérature française du XIXe siècle
- Années 1800 en sport
- Années 1810 en sport
- Années 1820 en sport
- Années 1830 en sport
- Années 1840 en sport

### XIXe–XXesiècle
- Chronologie de l'Autriche-Hongrie
- Chronologie de la France rurale (1848-1945)
- Chronologie de la politique internationale française de 1814 à 1914
- Histoire de l'Espérantie

## Époque contemporaine

### XXesiècle
- Chronologie de l'histoire de l'Acadie (1900 à 1949)
- Chronologie de la France sous la Troisième République (1918-1940)
- Chronologie de la France sous la IVe République
- Chronologie de l'Union des républiques socialistes soviétiques
- Chronologie de la république de Weimar
- Chronologie du Troisième Reich
- Chronologie de la collaboration de Vichy dans le génocide des Juifs
- Chronologie de l'Inde, de l'indépendance à nos jours
- Chronologie de la décolonisation
- Chronologie de la guerre du Golfe

#### Première Guerre mondiale
- Chronologie de la Première Guerre mondiale
- Chronologie de la France pendant la Première Guerre mondiale

#### Seconde Guerre mondiale
- Chronologie de la Seconde Guerre mondiale
- Chronologie des États-Unis pendant la Seconde Guerre mondiale

##### Année 1939
- Seconde Guerre mondiale : septembre 1939
- Seconde Guerre mondiale : octobre 1939
- Seconde Guerre mondiale : novembre 1939
- Seconde Guerre mondiale : décembre 1939

##### Année 1940
- Seconde Guerre mondiale : janvier 1940
- Seconde Guerre mondiale : février 1940
- Seconde Guerre mondiale : mars 1940
- Seconde Guerre mondiale : avril 1940
- Seconde Guerre mondiale : mai 1940
- Seconde Guerre mondiale : juin 1940
- Seconde Guerre mondiale : juillet 1940
- Seconde Guerre mondiale : août 1940
- Seconde Guerre mondiale : septembre 1940
- Seconde Guerre mondiale : octobre 1940
- Seconde Guerre mondiale : novembre 1940
- Seconde Guerre mondiale : décembre 1940

##### Année 1941
- Seconde Guerre mondiale : janvier 1941
- Seconde Guerre mondiale : février 1941
- Seconde Guerre mondiale : mars 1941
- Seconde Guerre mondiale : avril 1941
- Seconde Guerre mondiale : mai 1941
- Seconde Guerre mondiale : juin 1941
- Seconde Guerre mondiale : juillet 1941
- Seconde Guerre mondiale : août 1941
- Seconde Guerre mondiale : septembre 1941
- Seconde Guerre mondiale : octobre 1941
- Seconde Guerre mondiale : novembre 1941
- Seconde Guerre mondiale : décembre 1941

##### Année 1942
- Seconde Guerre mondiale : janvier 1942
- Seconde Guerre mondiale : février 1942
- Seconde Guerre mondiale : mars 1942
- Seconde Guerre mondiale : avril 1942
- Seconde Guerre mondiale : mai 1942
- Seconde Guerre mondiale : juin 1942
- Seconde Guerre mondiale : juillet 1942
- Seconde Guerre mondiale : août 1942
- Seconde Guerre mondiale : septembre 1942
- Seconde Guerre mondiale : octobre 1942
- Seconde Guerre mondiale : novembre 1942
- Seconde Guerre mondiale : décembre 1942

##### Année 1943
- Seconde Guerre mondiale : janvier 1943
- Seconde Guerre mondiale : février 1943
- Seconde Guerre mondiale : mars 1943
- Seconde Guerre mondiale : avril 1943
- Seconde Guerre mondiale : mai 1943
- Seconde Guerre mondiale : juin 1943
- Seconde Guerre mondiale : juillet 1943
- Seconde Guerre mondiale : août 1943
- Seconde Guerre mondiale : septembre 1943
- Seconde Guerre mondiale : octobre 1943
- Seconde Guerre mondiale : novembre 1943
- Seconde Guerre mondiale : décembre 1943

##### Année 1944
- Seconde Guerre mondiale : janvier 1944
- Seconde Guerre mondiale : février 1944
- Seconde Guerre mondiale : mars 1944
- Seconde Guerre mondiale : avril 1944
- Seconde Guerre mondiale : mai 1944
- Seconde Guerre mondiale : juin 1944
- Seconde Guerre mondiale : juillet 1944
- Seconde Guerre mondiale : août 1944
- Seconde Guerre mondiale : septembre 1944
- Seconde Guerre mondiale : octobre 1944
- Seconde Guerre mondiale : novembre 1944
- Seconde Guerre mondiale : décembre 1944

##### Année 1945
- Seconde Guerre mondiale : janvier 1945
- Seconde Guerre mondiale : février 1945
- Seconde Guerre mondiale : mars 1945
- Seconde Guerre mondiale : avril 1945
- Seconde Guerre mondiale : mai 1945
- Seconde Guerre mondiale : juin 1945
- Seconde Guerre mondiale : juillet 1945
- Seconde Guerre mondiale : août 1945
- Seconde Guerre mondiale : septembre 1945

### XXe–XXIesiècle
- Chronologie de la France sous la Cinquième République
- Chronologie d'assemblage de la Station spatiale internationale
- Chronologie de la mission Cassini-Huygens

### XXIesiècle
- Chronologie de l'affaire Clearstream 1
- Chronologie de l'affaire Clearstream 2
- Chronologie de la guerre d'Irak
- Chronologie détaillée de l'ouragan Katrina
- Chronologie détaillée de l'ouragan Rita
- Chronologie de la pandémie de Covid-19